# 青云谱镇
青云谱镇，是中华人民共和国江西省南昌市青云谱区下辖的一个乡镇级行政单位。

## 行政区划
青云谱镇下辖以下地区：
泽园社区、广州路社区、青峰社区、惠民社区、三店村、下尧村、前万村、施尧村、城南村、熊坊村、石马村、黄溪村、万溪村、楞上村、热心村和太和村。